# Kolonie Roanoke
Kolonie Roanoke (anglicky: Roanoke Colony), známá také jako Ztracená kolonie, byla první stálou anglickou osadou v Severní Americe, již založil roku 1585 Walter Raleigh na ostrově Roanoke v dnešním okrese Dare County v Severní Karolíně. Guvernérem byl Ralph Lane. Při jeho odjezdu do Anglie měla osada asi 120 evropských obyvatel. Když ji v roce 1590 navštívila výprava Johna Whitea, zjistila, že v osadě nikdo není. White nalezl pouze záhadné slovo Croatoan vyryté na palisádě. White to interpretoval tak, že se kolonisté přestěhovali na ostrov Croatoan, což ale nestihl ověřit a budoucí průzkumy to nepotvrdily.
Osud kolonistů nebyl nikdy spolehlivě vysvětlen a je předmětem mnoha spekulací a fantazií. Je známo, že kolonie měla problémy se zásobováním a špatné vztahy s okolními indiánskými kmeny. Tři základní teorie hovoří buď o zmasakrování kolonistů domorodci, o marném pokusu kolonistů doplout zpět do Anglie nebo o asimilaci do indiánských komunit, což mělo potvrzovat několik pozorování záhadných bělochů v indiánských vesnicích, jež jsou ale nejistá. Zájem o záhadný osud kolonie obnovil roku 1834 George Bancroft ve svých Dějinách Spojených států. Ten také zvýznamnil postavu Whiteovy vnučky Virginie Dareové. Na počátku 20. století se Roanoke stala oblíbeným symbolem krajní pravice a bílého nacionalismu. Ke známým fikcím zpracovávajícím osud kolonie patří minisérie Stephena Kinga Storm of the Century z roku 1999. Zejména tajemné slovo Croatoan prostupuje řadou jiných fikcí, zejména hororových.